# Évaux-et-Ménil
Évaux-et-Ménil est une commune française située dans le département des Vosges, en région Grand Est.
Ses habitants sont appelés les Valménilois.

### Localisation

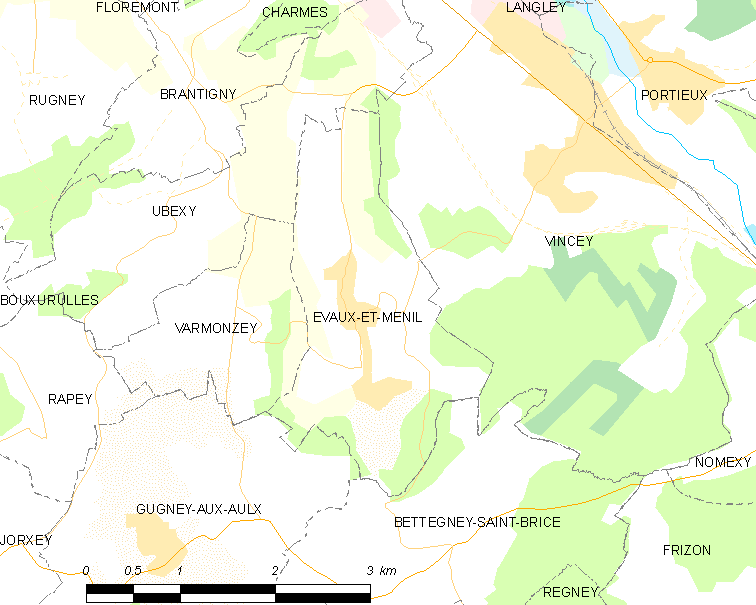
Situation géographique d'Évaux-et-Ménil.

## Géographie

### Communes limitrophes
| Ubexy           |                | Vincey                |
| Varmonzey       | Évaux-et-Ménil |                       |
| Gugney-aux-Aulx |                | Bettegney-Saint-Brice |

### Hydrographie

#### Réseau hydrographique
La commune est située dans le bassin versant du Rhin au sein du bassin Rhin-Meuse. Elle est drainée par le ruisseau le Colme,.

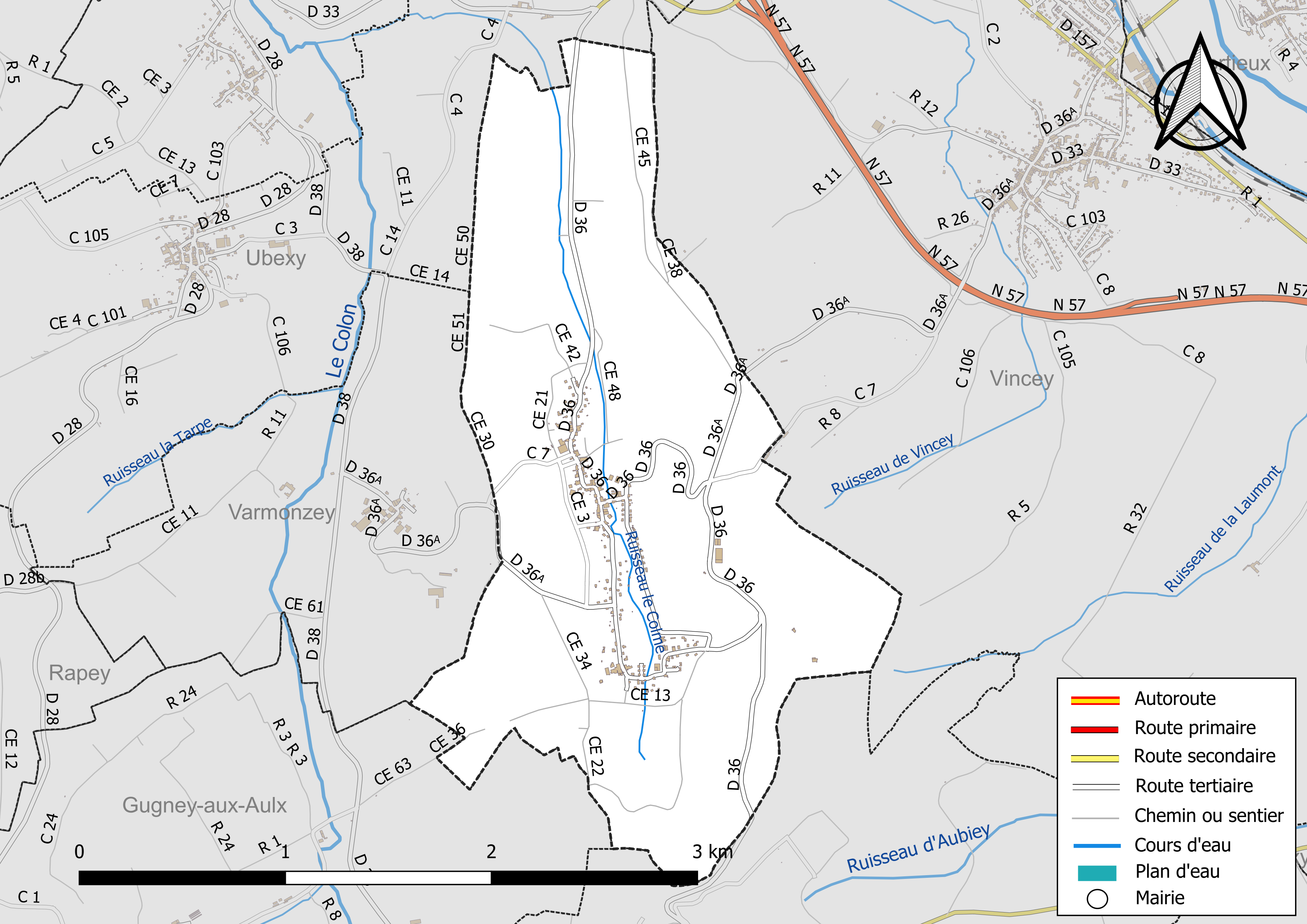
Réseaux hydrographique et routier d'Évaux-et-Ménil.

#### Gestion et qualité des eaux
Le territoire communal est couvert par le schéma d'aménagement et de gestion des eaux (SAGE) « Nappe des Grès du Trias Inférieur ». Ce document de planification, dont le territoire comprend le périmètre de la zone de répartition des eaux de la nappe des Grès du trias inférieur (GTI), d'une superficie de 1 497 km2,  est en cours d'élaboration. L’objectif poursuivi est de stabiliser les niveaux piézométriques de la nappe des GTI et atteindre l'équilibre entre les prélèvements et la capacité de recharge de la nappe. Il doit être cohérent avec les objectifs de qualité définis dans les SDAGE Rhin-Meuse et Rhône-Méditerranée. La structure porteuse de l'élaboration et de la mise en œuvre est le conseil départemental des Vosges.
La qualité des eaux de baignade et des cours d’eau peut être consultée sur un site dédié géré par les agences de l’eau et l’Agence française pour la biodiversité. 

### Climat
Pour des articles plus généraux, voir Climat du Grand Est et Climat des Vosges.
En 2010, le climat de la commune est de type climat de montagne, selon une étude du Centre national de la recherche scientifique s'appuyant sur une série de données couvrant la période 1971-2000. En 2020, Météo-France publie une typologie des climats de la France métropolitaine dans laquelle la commune est exposée à un climat semi-continental et est dans la région climatique  Lorraine, plateau de Langres, Morvan, caractérisée par un hiver rude (1,5 °C), des vents modérés et des brouillards fréquents en automne et hiver. 
Pour la période 1971-2000, la température annuelle moyenne est de 9,3 °C, avec une amplitude thermique annuelle de 17,1 °C. Le cumul annuel moyen de précipitations est de 974 mm, avec 12,8 jours de précipitations en janvier et 10,5 jours en juillet. Pour la période 1991-2020, la température moyenne annuelle observée sur la station météorologique de Météo-France la plus proche, « Mirecourt-inra », sur la commune de Mirecourt à 13 km à vol d'oiseau, est de 10,4 °C et le cumul annuel moyen de précipitations est de 824,3 mm. 
La température maximale relevée sur cette station est de 39,5 °C, atteinte le 25 juillet 2019 ; la température minimale est de −19,5 °C, atteinte le 20 décembre 2009,,. 
Les paramètres climatiques de la commune ont été estimés pour le milieu du siècle (2041-2070) selon différents scénarios d'émission de gaz à effet de serre à partir des nouvelles projections climatiques de référence DRIAS-2020. Ils sont consultables sur un site dédié publié par Météo-France en novembre 2022.

## Urbanisme

### Typologie
Au 1er janvier 2024, Évaux-et-Ménil est catégorisée commune rurale à habitat dispersé, selon la nouvelle grille communale de densité à sept niveaux définie par l'Insee en 2022.
Elle est située hors unité urbaine. Par ailleurs la commune fait partie de l'aire d'attraction d'Épinal, dont elle est une commune de la couronne,. Cette aire, qui regroupe 118 communes, est catégorisée dans les aires de 50 000 à moins de 200 000 habitants,.

### Occupation des sols
L'occupation des sols de la commune, telle qu'elle ressort de la base de données européenne d’occupation biophysique des sols Corine Land Cover (CLC), est marquée par l'importance des territoires agricoles (71,3 % en 2018), une proportion identique à celle de 1990 (71,3 %). La répartition détaillée en 2018 est la suivante : 
prairies (47,9 %), forêts (20,3 %), terres arables (15,2 %), zones urbanisées (8,4 %), cultures permanentes (7,7 %), zones agricoles hétérogènes (0,5 %). L'évolution de l’occupation des sols de la commune et de ses infrastructures peut être observée sur les différentes représentations cartographiques du territoire : la carte de Cassini (XVIIIe siècle), la carte d'état-major (1820-1866) et les cartes ou photos aériennes de l'IGN pour la période actuelle (1950 à aujourd'hui).

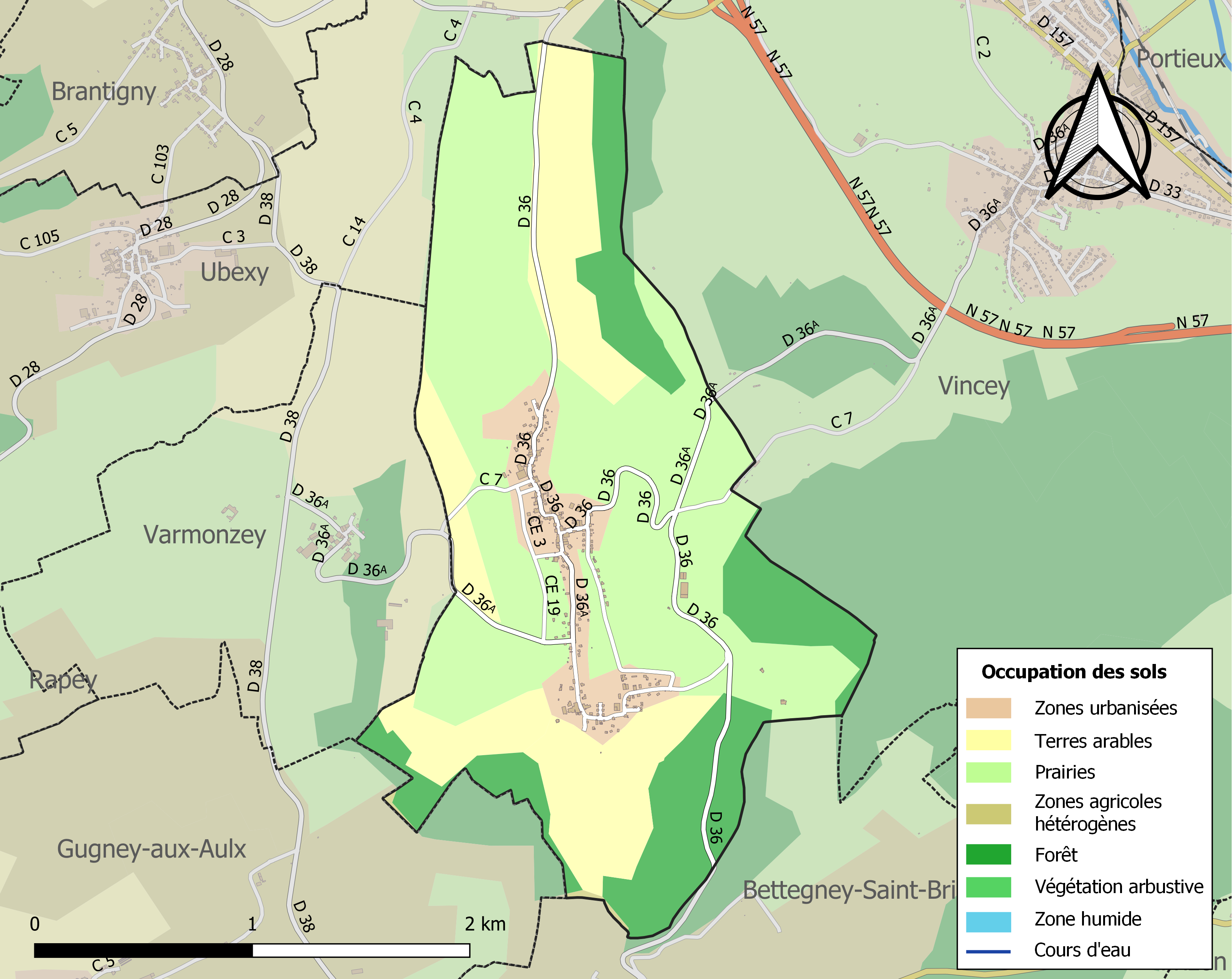
Carte des infrastructures et de l'occupation des sols de la commune en 2018 (CLC).

### Voies de communications et transports

#### Voies routières
- A31 (aussi appelée autoroute de Lorraine-Bourgogne). Échangeur Bulgnéville > Vittel[15].

#### Transports en commun
- Fluo Grand Est.

#### Lignes SNCF
- Gare de Charmes
- Gare de Châtel - Nomexy
- Gare de Thaon

#### Transports aériens
- Aéroport d'Épinal-Mirecourt « Vosges Aéroport ».

À partir de l'été 2021, l’aéroport d’Épinal-Mirecourt devient le pélicandrome de la Zone Est et servira ainsi de base de ravitaillement et d’intervention pour les avions bombardiers d’eau Q Series ou de Havilland Canada DHC-8, aussi connu sous le nom de Dash 8.

## Toponymie
Le nom de la localité est attesté sous les formes Les Vaulx (1511) ; Le Mesnil et les Vaulx (1579) ; Le Val (1594) ; Les Vaulx devant Charmes (1604) ; Les Deux Vaulx et le Mesnil devant Charmes (1628) ; Les Trois Vaux (1656) ; Les Vaux et le Ménil devant Charmes (1711) ; Éveau, Évau (1727) ; Vaux et Ménil (1751) ; Les Vaux ou Esvaux (1779) ; Eveaux (XVIIIe siècle) ; Les Vaux (1790).

De la préposition ès ( « en les » ) et le pluriel de vau : « aux ( deux ) vallées ».
Ménil, ancien hameau de la commune, est attesté sous les formes Le Mesnil les Vaulx devant Charmes, le Mesnil ès Vaulx (1579) ; Le Mesnil devant Charmes (1628) ; Le Ménil lez Vaux (1711) ; Le Ménil d’Eveaux (XVIIIe siècle.

Ménil est un ancien nom commun sorti de l'usage. Également orthographié Mesnil, Maisnil, Maînil ou Mainil, toponyme très répandu en France, à partir de Mansionem, le bas latin a créé un nouveau terme dérivé du mot latin mansionile, diminutif de mansio, demeure, habitation, maison. 
Quelques origines de noms de lieux en Lorraine, Vosges, Évaux-et-Ménil.

## Histoire
Évaux-et-Ménil était autrefois composé de trois hameaux, le Val-d’en-Bas, le Val-du-Milieu et le Val-d’en-Haut. Les trois hameaux ont été réunis en un seul et même village du fait de l’évolution démographique et des nouvelles constructions.
Évaux-et-Ménil dépendait en 1594 du bailliage de Charmes, prévôté de Dompaire et de Valfroicourt. Au XVIIIe siècle, la seigneurie appartenait au sieur de Tilly et au chapitre de Remiremont.
En 1790, la commune relève du district de Mirecourt et du canton de Charmes.
Avant 1807, époque de son érection en succursale, il n’y avait qu’une chapelle dite de Saint-Césaire, fondée le 22 septembre 1622.

## Politique et administration

### Découpage territorial
Par arrêté préfectoral du 15 septembre 2023, la commune est retirée le 1er janvier 2024 de l'arrondissement d'Épinal et rattachée à l'arrondissement de Neufchâteau.

### Liste des maires
| Période                                  | Période  | Identité         | Étiquette | Qualité |
| ---------------------------------------- | -------- | ---------------- | --------- | ------- |
| Les données manquantes sont à compléter. |          |                  |           |         |
| avant mars 2001                          | 2020     | Gérard Cousot    |           |         |
| 2020                                     | En cours | Danielle Izzillo |           |         |

### Budget et fiscalité 2022

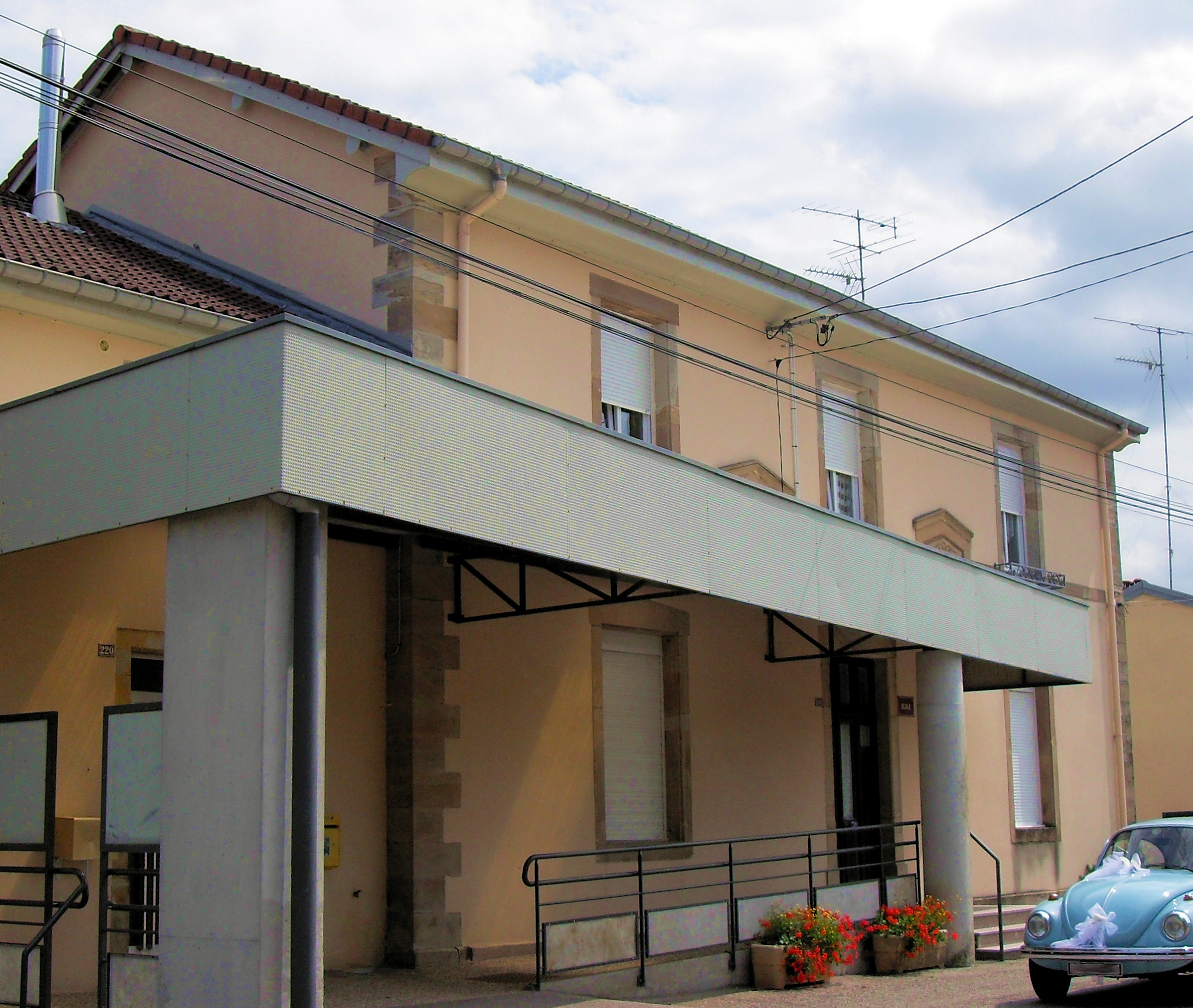
La mairie-école.

En 2022, le budget de la commune était constitué ainsi :
- total des produits de fonctionnement : 234 000 €, soit 643 € par habitant ;
- total des charges de fonctionnement : 234 000 €, soit 643 € par habitant ;
- total des ressources d'investissement : 81 000 €, soit 221 € par habitant ;
- total des emplois d'investissement : 161 000 €, soit 443 € par habitant ;
- endettement : 198 000 €, soit 545 € par habitant.

Avec les taux de fiscalité suivants :
- taxe d'habitation : 19,87 % ;
- taxe foncière sur les propriétés bâties : 35,77 % ;
- taxe foncière sur les propriétés non bâties : 15,51 % ;
- taxe additionnelle à la taxe foncière sur les propriétés non bâties : 0,00 % ;
- cotisation foncière des entreprises : 0,00 %.

Chiffres clés Revenus et pauvreté des ménages en 2021 : médiane en 2021 du revenu disponible, par unité de consommation : 23 420 €.

## Population et société

### Démographie
L'évolution du nombre d'habitants est connue à travers les recensements de la population effectués dans la commune depuis 1793. Pour les communes de moins de 10 000 habitants, une enquête de recensement portant sur toute la population est réalisée tous les cinq ans, les populations de référence des années intermédiaires étant quant à elles estimées par interpolation ou extrapolation. Pour la commune, le premier recensement exhaustif entrant dans le cadre du nouveau dispositif a été réalisé en 2008.

En 2022, la commune comptait 355 habitants, en évolution de −0,28 % par rapport à 2016 (Vosges : −2,96 %, France hors Mayotte : +2,11 %).
| 1793 | 1800 | 1806 | 1821 | 1831 | 1836 | 1841 | 1846 | 1856 |
| ---- | ---- | ---- | ---- | ---- | ---- | ---- | ---- | ---- |
| 305  | 319  | 334  | 301  | 344  | 349  | 348  | 334  | 315  |

| 1861 | 1866 | 1876 | 1881 | 1886 | 1891 | 1896 | 1901 | 1906 |
| ---- | ---- | ---- | ---- | ---- | ---- | ---- | ---- | ---- |
| 318  | 323  | 303  | 284  | 259  | 258  | 259  | 258  | 264  |

| 1911 | 1921 | 1926 | 1931 | 1936 | 1946 | 1954 | 1962 | 1968 |
| ---- | ---- | ---- | ---- | ---- | ---- | ---- | ---- | ---- |
| 229  | 171  | 184  | 186  | 187  | 186  | 205  | 232  | 214  |

| 1975 | 1982 | 1990 | 1999 | 2006 | 2008 | 2013 | 2018 | 2022 |
| ---- | ---- | ---- | ---- | ---- | ---- | ---- | ---- | ---- |
| 187  | 231  | 233  | 253  | 322  | 342  | 349  | 357  | 355  |

## Économie

### Entreprises et commerces
- Commerces et services de proximité[30].

## Culture locale et patrimoine

### Lieux et monuments

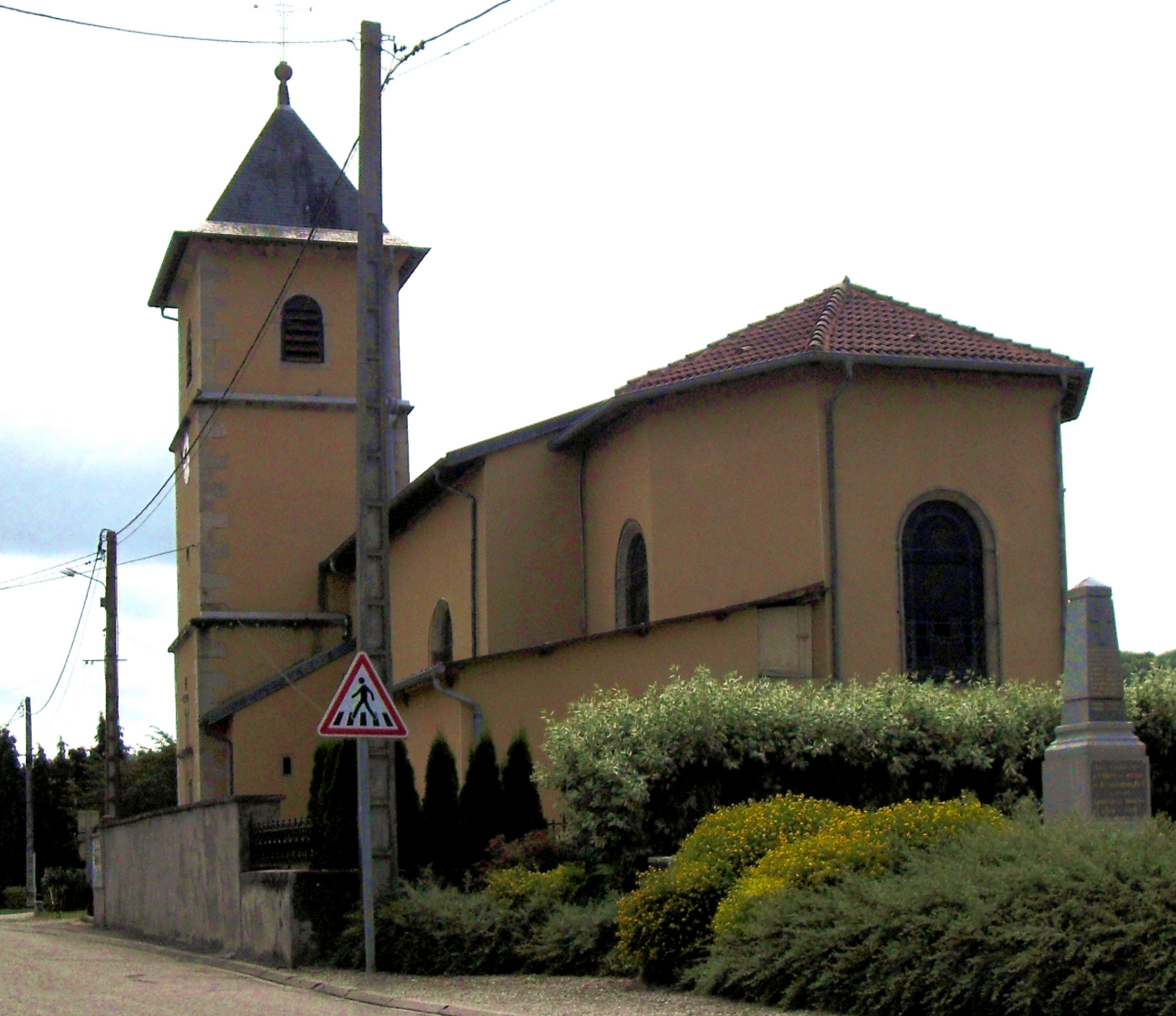
L'église Saint-Césaire.
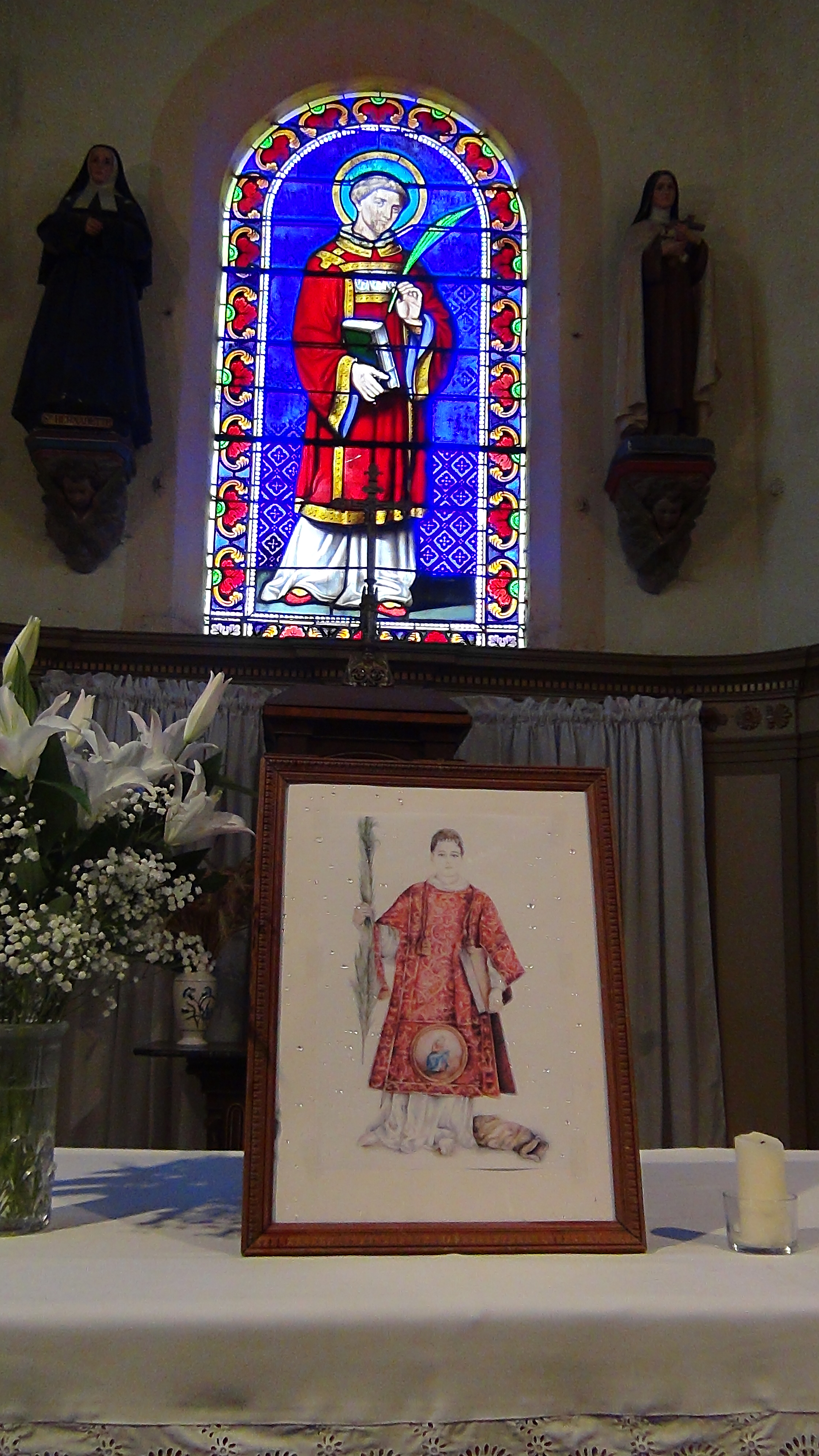
"St. Césaire diacre et martyr".
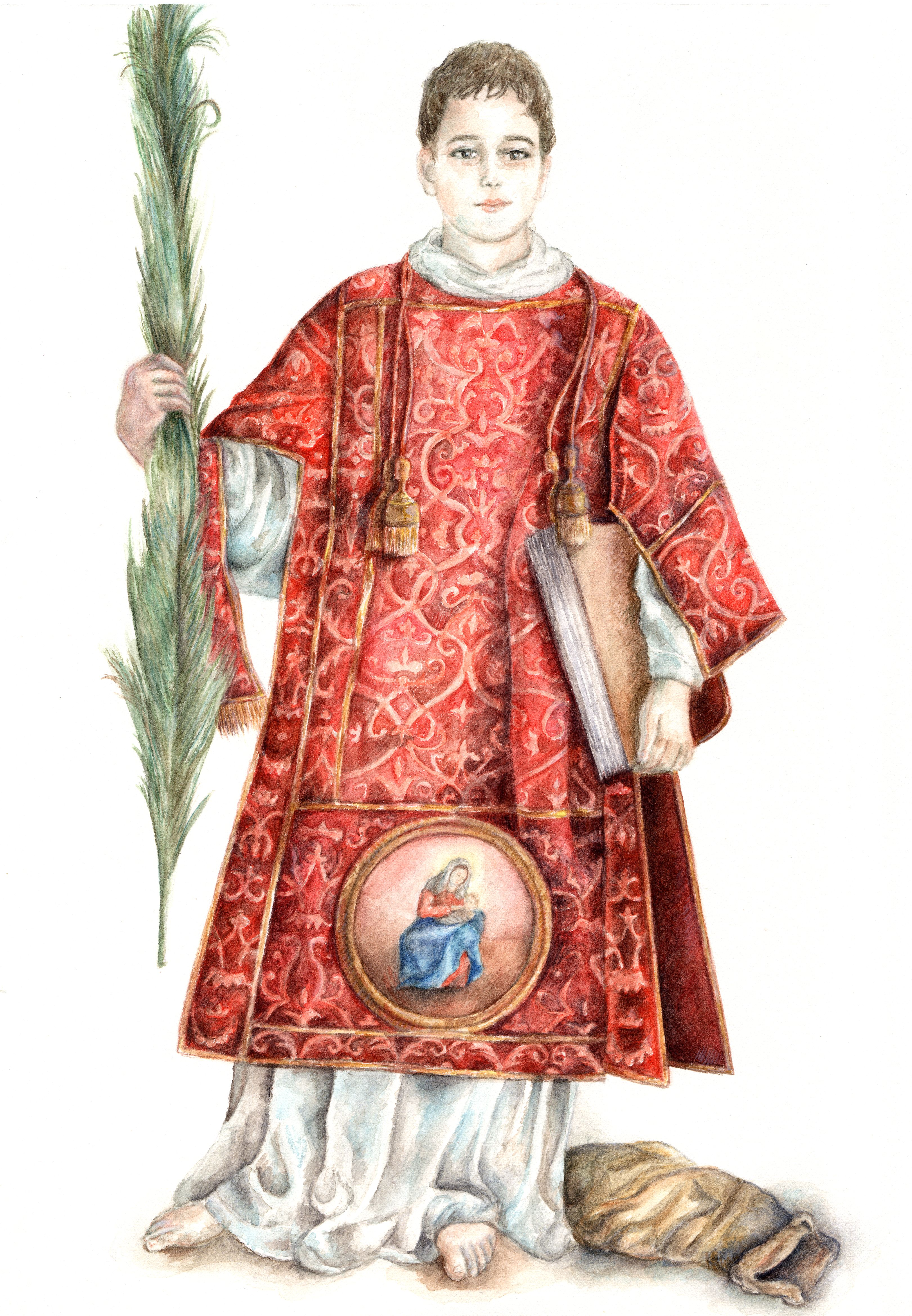
Saint Césaire diacre et martyr de Terracina, Patron de Évaux-et-Ménil.
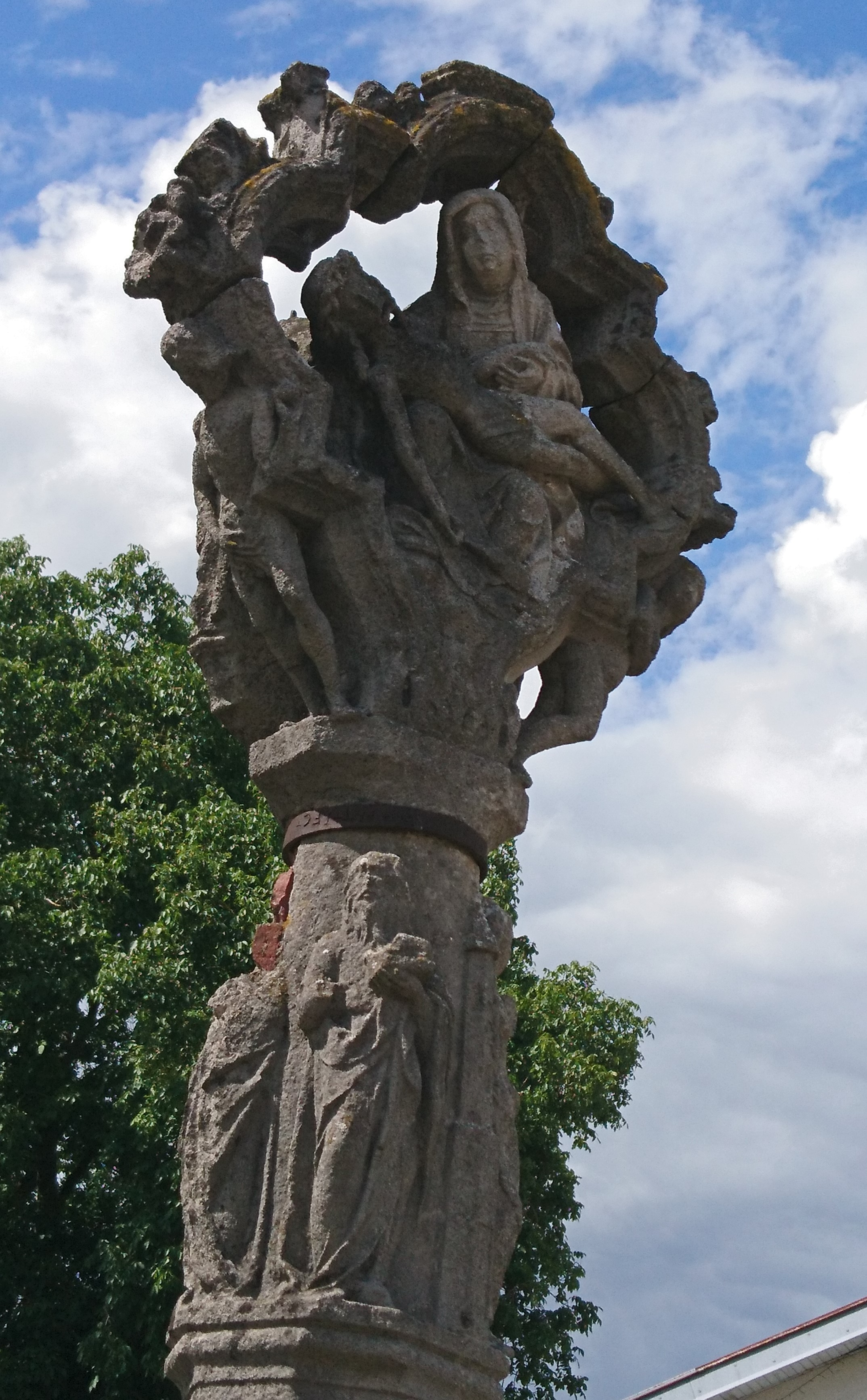
Croix de chemin, côté Pietà.

- L'église Saint-Césaire. Le saint patron de la ville est Saint Césaire diacre et martyr de Terracina.
- La croix-calvaire du XVIe siècle[31], située au village d'Évaux et classée au titre des monuments historiques par arrêté du 4 janvier 1907[32].
- Monument aux morts et plaque commémorative 1914-1918 dans l'église[33],[34].
- Patrimoine rural recensé par le service régional de l'Inventaire général du patrimoine culturel[35].

### Personnalités liées à la commune
- Jacques Fruminet, tueur en série, né en 1959 dans la commune.

### Héraldique
| Blason | Blasonnement : Parti : D’argent à trois chevrons renversés de gueules accompagnés en chef d’une faux et d’un râteau à foin passés en sautoir et en pointe de deux grappes de raisin de pourpre feuillées de sinople. Commentaires : Les trois chevrons renversés symbolisent le Val-d’en-Bas, le Val-du-Milieu et le Val-d’en-Haut. La faux et le râteau symbolisent la ruralité ; les raisins indiquent la richesse du pays à la fin du XIXe siècle. Les couleurs du blason sont celles des chanoinesses de Remiremont et de la famille de Bassompierre, toutes deux seigneurs du lieu. Le blason des Bassompierre est même très proche de celui-ci, car il est d’argent à trois chevrons de gueules. |

## Pour approfondir